# Jacob Trouba
Jacob Ryan Trouba (Rochester, 26 febbraio 1994) è un hockeista su ghiaccio statunitense, difensore degli Anaheim Ducks.
Trouba è stato selezionato dai Winnipeg Jets con la 9ª scelta assoluta al 1° round del Draft 2012. Dopo aver passato le sue prime sei stagioni in NHL a Winnipeg, nel 2019 viene ceduto ai New York Rangers. A New York gioca per cinque stagioni (di cui la metà come capitano della squadra), per poi essere ceduto nuovamente agli Anaheim Ducks nel 2024.

## Carriera professionistica

### Giovanili

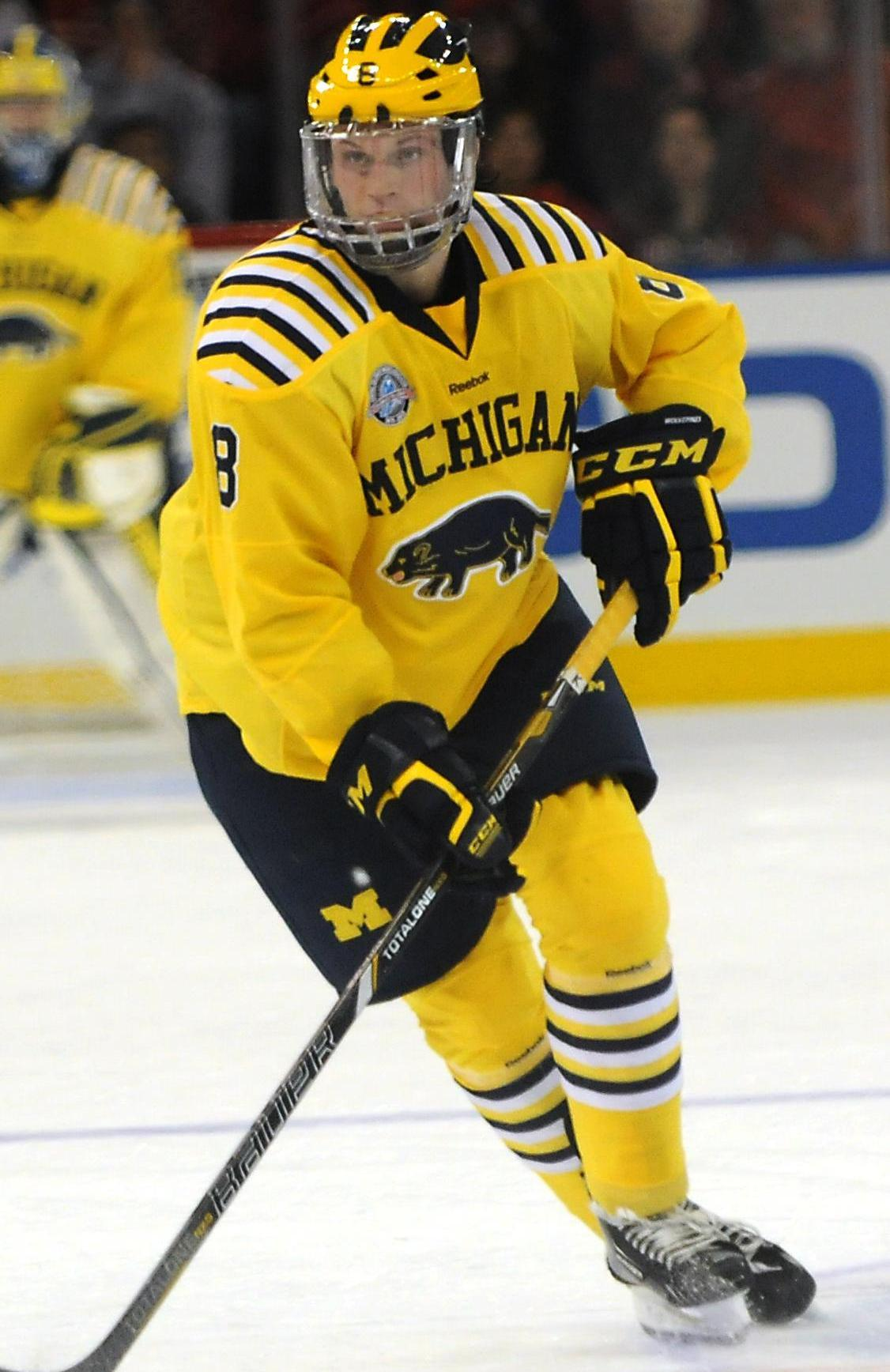
Trouba con i Michigan Wolverines.

Trouba muove i suoi primi passi nell'hockey su ghiaccio con i Detroit Compuware, una squadra di minor hockey amatoriale, partecipando al Quebec International Pee-Wee Hockey Tournament nel 2007 (un torneo amatoriale dedicato ai giocatori di età inferiore ai 12 anni d'età). Successivamente viene inserito nel programma di sviluppo della nazionale statunitense, che disputa il campionato della United States Hockey League, prendendo parte anche a diversi tornei di livello internazionale.
Trouba riceve quindi una borsa di studio sportiva dalla University of Michigan, con cui inizia ad allenarsi a partire dalla stagione 2012-13: con i Wolverines disputa 37 partite in questa sua prima stagione di college hockey, segnando 12 reti e facendo registrare 17 assist. Conclusa la stagione Trouba viene inserito nel First Team All-America, nonché premiato come Best Offensive Defenseman dalla Central Collegiate Hockey Association (CCHA), che lo nomina anche nell'All-CCHA First Team e nell'All-CCHA Rookie Team. Anche la sua stessa squadra lo premia come MVP dei Wolverines e Best Defenseman, anche perché Trouba è il primo studente al 1° anno nella storia dei Wolverines ad essere inserito nel First Team All-America. Alla conclusione di questa stagione con i Wolverines, tuttavia, Trouba annuncia di voler abbandonare il college e di cominciare subito la sua carriera professionistica.

### Winnipeg Jets
Jacob Trouba viene selezionato dai Winnipeg Jets con la 9ª scelta assoluta al 1° round del Draft 2012, firmando con i Jets il 2 aprile 2013 un entry-level contract triennale. Il suo debutto in NHL con i Jets è del 1° ottobre 2013 contro gli Edmonton Oilers, gara in cui segna anche la sua prima rete (trafiggendo il portiere Devan Dubnyk) e mette a referto il suo 1° assist in NHL; una prestazione da 2 punti che gli vale la nomina come First Star della gara. Durante la sua prima stagione in NHL, però, subisce un infortunio alla sua 8ª presenza contro i St. Louis Blues, sbattendo con violenza contro la balaustra dopo aver mancato una carica, rimanendo fuori dal ghiaccio per un mese (su Twitter dichiara: "per chi non lo sapesse, la balaustra non si elimina. Tornerò presto."). Nella stagione 2013-14 totalizza 65 gare, con 10 goal e 19 assist. Nella successiva stagione 2014-15 Trouba scende sul ghiaccio in 65 gare, facendo registrare 7 goal e 15 assist. Il 3 dicembre 2014, contro gli Edmonton Oilers, mette a referto 3 punti (1 goal e 2 assist). Il 16 dicembre successivo, però, subisce un nuovo infortunio al torace che lo tiene fuori fino al febbraio 2015. I Jets riescono ad accedere ai playoff 2015 e Trouba gioca la sua prima partita in una fase finale del campionato NHL il 16 aprile 2015, in Gara 1 della serie del First round contro gli Anaheim Ducks; i Jets perdono la partita ma Trouba fa registrare il suo primo punto in carriera nei playoff, grazie al suo assist sulla rete di Adam Lowry nel 1° periodo. In Gara 4 Trouba gioca con una frattura alla mano, in una partita in cui i Jets vengono sconfitti ed eliminati al First round dai Ducks; in 4 gare, Trouba totalizza 2 assist.

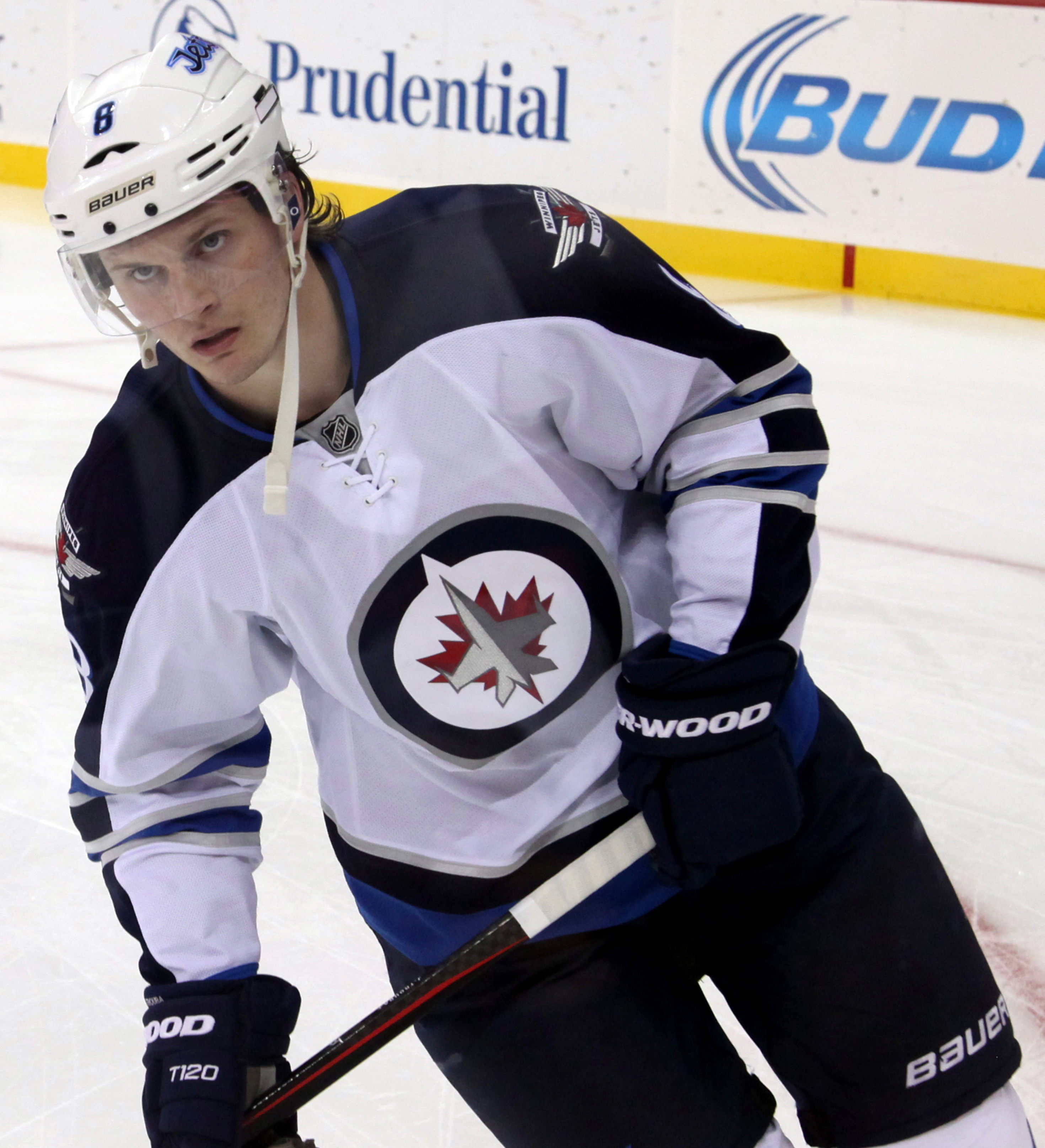
Jacob Trouba con i Winnipeg Jets nella stagione 2014-15.

Nella stagione 2015-16, Trouba disputa quasi tutte le partite della regular season, con 81 presenze in cui segna 6 reti e totalizza 15 assist. I Jets falliscono nel tentativo di tornare a disputare i playoff e durante la offseason successiva, il 23 settembre 2016, attraverso il suo agente, Trouba dichiara di aver richiesto una sua cessione alla dirigenza. Tuttavia, il 7 novembre 2016, arriva l'annuncio del rinnovo contrattuale di Trouba con i Jets, che firmano un biennale da 6 milioni $ nonostante il giocatore salti per infortunio le prime 13 gare della stagione 2016-17.; se avesse firmato dopo il 1° dicembre, per regolamento NHL non avrebbe potuto più disputare alcuna partita della stagione. Il debutto stagionale di Trouba arriva l'11 novembre 2016 contro i Colorado Avalanche, totalizzando in quella stagione 60 presenze, con 8 goal e 25 assist. Il 21 febbraio 2017 la NHL squalifica per 2 gare Trouba, dopo aver colpito alla testa l'attaccante degli Ottawa Senators Mark Stone. Il 6 aprile successivo, per la prima volta nella sua carriera, Trouba segna 2 goal in una partita contro i Columbus Blue Jackets, in una gara vinta dai Jets con il punteggio di 5–4.
La stagione 2017-18 è per Trouba un'annata segnata dagli infortuni e in cui totalizza comunque 55 presenze, facendo registrare 3 goal e 21 assist. Il 25 gennaio 2018 subisce un infortunio al ginocchio durante una partita contro gli Anaheim Ducks, che lo costringe a rimanere fuori dal rink per 20 partite. Torna a giocare il 15 marzo contro i Chicago Blackhawks ma nella gara successiva, contro i Dallas Stars il 18 marzo, subisce un trauma cranico dopo una carica ricevuta da Jamie Benn. Trouba ritorna a disposizione dei Jets il 31 marzo, che intanto si sono assicurati un posto nei successivi playoff. Nella fase finale del campionato Trouba totalizza 17 presenze, con 2 goal e 1 assist, segnando la sua prima rete in carriera nei playoff il 20 aprile 2018 contro i Minnesota Wild, nella decisiva Gara 5 per il passaggio del turno. Dopo l'eliminazione alle Western Conference Finals contro i Vegas Golden Knights (fase raggiunta per la prima volta nella storia della franchigia di Winnipeg), Trouba è un restricted free agent e, non trovando l'accordo con i Jets, va all'arbitration in cui gli viene riconosciuto un rinnovo annuale di 5.5 milioni $.
Finalmente, la stagione 2018-19 è la prima di Jacob Trouba senza infortuni, in cui riesce a disputare tutte le 82 gare della regular season segnando 8 reti e mettendo a referto 42 assist (diventando uno dei 3 difensori con meno di 25 anni d'età che in questa stagione riesce a far registrare almeno 50 punti, insieme a Morgan Rielly e Thomas Chabot). Il 20 ottobre 2018 torna a far registrare una gara da 3 punti contro gli Arizona Coyotes, nella quale mette a referto 3 assist in una vittoria dei suoi Jets per 5–3. Trouba riesce a ripetersi l'8 gennaio 2019 nella vittoria per 7–4 sui Colorado Avalanche, dove segna una rete e fa registrare 2 assist. I Jets riescono nuovamente ad accedere ai playoff, dove al First round affrontano i St. Louis Blues: Trouba disputa tutte e 6 le gare della serie, dove però i Jets vengono eliminati.

### New York Rangers
Dopo la stagione 2018-19, Trouba e i Jets non riescono a trovare un accordo per estendere il contratto. Una delle ragioni principali per cui Trouba vuole lasciare i Jets è data dal desiderio della sua fidanzata di studiare medicina negli Stati Uniti. Quindi, il 17 giugno 2019, Trouba viene ceduto ai New York Rangers in cambio del difensore Neal Pionk e della scelta degli stessi Jets al 1° round del Draft 2019 (scelta precedentemente acquisita dai Rangers in cambio della cessione alla squadra di Winnipeg di Kevin Hayes). Il 19 giugno arriva la firma di Trouba con i Rangers, che chiudono su un contratto di 7 anni da 56 milioni $ (con una media all'anno di 8 milioni). Alla sua prima partita di regular season con i Rangers, il 3 ottobre 2019, Trouba segna una rete e mette a referto ben 2 assist proprio contro i Winnipeg Jets; Trouba diventa così il primo difensore nella storia dei Rangers a far registrare 3 punti in una partita d'esordio stagionale (riuscendo ad eguagliare nuovamente il suo record di punti in una singola gara). Il 12 gennaio 2020 Trouba subisce una multa di 5000 $ dopo una slashing penalty ai danni di Vince Dunn nella partita contro i St. Louis Blues. La prima stagione ai Rangers si conclude per Trouba con 70 presenze, con 7 goal e 20 assist, prima che la NHL ordini la sospensione della competizione a causa della pandemia di COVID-19 il 12 marzo 2020. La NHL riprende le sue attività per disputare i playoff 2020, in cui al First round i Rangers affrontano i Carolina Hurricanes in una serie accorciata al meglio delle 5 gare. Trouba gioca tutte e 3 le gare della serie facendo registrare 1 assist, ma i Rangers vengono eliminati dagli Hurricanes dopo 3 partite.
La seconda stagione di Trouba ai Rangers vede un calendario ridotto per fronteggiare la pandemia, dove il difensore totalizza 38 presenze, con 2 reti e 10 assist, ma i Rangers non riescono a qualificarsi ai playoff. Nella stagione 2021-22 si ritorna al formato tradizionale e Trouba disputa 81 partite in cui riesce a segnare 11 reti e fa registrare 28 assist. Il 22 gennaio 2022 colleziona un'altra partita da 3 punti, con 2 goal e 1 assist fatti registrare contro gli Arizona Coyotes (battuti dai Rangers con il punteggio di 7–3). I Rangers riescono a qualificarsi ai playoff arrivando a disputare le Eastern Conference Finals, dove vengono però fermati dopo 6 gare dai Tampa Bay Lightning. In questi playoff Trouba fa registrare 20 presenze, segna 1 goal e mette a referto 4 assist.

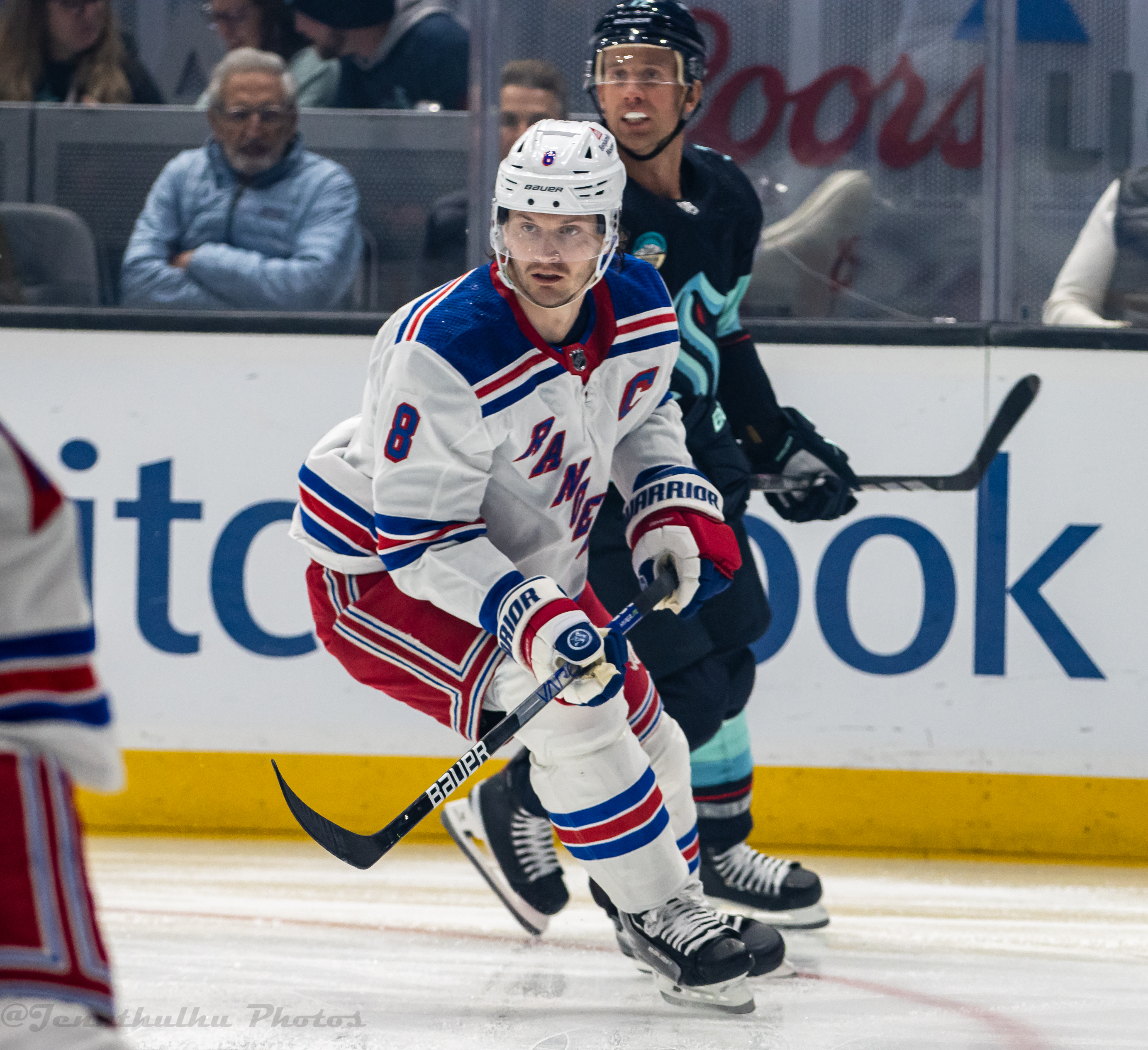
Trouba capitano dei New York Rangers nella stagione 2023-24, in una gara contro i Seattle Kraken.

Nella successiva offseason, i New York Rangers comunicano ufficialmente di aver nominato Jacob Trouba come il loro nuovo capitano, il 28° nella storia dei Rangers. Trouba diventa così il primo capitano nominato dalla squadra dalla cessione del precedente, Ryan McDonagh, nella stagione 2017-18, nonché il 12° difensore e il 4° consecutivo di origine statunitense dopo Chris Drury (2008-2011), Ryan Callahan (2011-2014) e McDonagh (2014-2018). Nelle due stagioni precedenti Trouba è stato alternate captain dei Rangers, lodato per le sue qualità di leadership sia dal suo primo coach ai Rangers, David Quinn, che dal suo successore, Gerard Gallant.
La stagione 2022-23, in cui Trouba disputa da capitano tutte le 82 gare della regular season, è segnata da due episodi avvenuti nella sconfitta per 5–2 subita il 3 dicembre 2022 contro i Chicago Blackhawks, entrambi con protagonista lo stesso Trouba. Nel 1° periodo si scontra fisicamente con Jujhar Khaira, che in una partita della stagione precedente tra le due squadre aveva subito dallo stesso Trouba un colpo durissimo da cui Khaira era rimasto senza conoscenza sul ghiaccio con un trauma cranico successivamente accertato. Poi, nel 2° periodo, con i Blackhawks in vantaggio sul momentaneo punteggio di 3–0, lo stesso Trouba carica violentemente Andreas Athanasiou provocando una rissa e confrontandosi poi con il capitano dei Blackhawks, Jonathan Toews. Dopo la fine della rissa, lo stesso Trouba urla improperi contro la panchina dei Blackhawks per poi lanciargli il suo casco. Gli episodi e la stessa gara sono stati visti come un momento di svolta nella stagione dei Rangers: prima di quella gara, la squadra di New York aveva un record di 11 vittorie, 10 sconfitte e 5 sconfitte all'overtime; da quel momento in poi, invece, i Rangers collezionano 36 vittorie, 12 sconfitte ed altre 8 sconfitte all'overtime. Il 5 aprile 2023 Trouba viene nominato come secondo vincitore del Mr. Ranger Award, un premio alla memoria di Rod Gilbert, assegnato "a colui che onori la leggenda di Rod mettendo in mostra doti di leadership fuori e dentro il ghiaccio, oltre a dare un importante contributo umanitario alla sua comunità". Ottenendo la qualificazione ai playoff, Trouba e i suoi Rangers sfidano al First Round i New Jersey Devils, uscendone sconfitti soltanto a Gara 7. Trouba scende sul ghiaccio in tutte e 7 le partite, senza però registrare nemmeno un punto a referto.
La regular season 2023-24 è per i Rangers una stagione piena di successi, in cui riescono a vincere il Presidents' Trophy e con Trouba che disputa 69 partite, in cui segna 3 reti e fornisce 19 assist ai suoi compagni. Alla fine della regular season, Trouba riceve il Mark Messier Leadership Award come riconoscimento delle sue "doti di leadership", nonché per le sue numerose attività benefiche. Il 25 novembre 2023 Trouba viene multato dalla NHL con 5000 $ per una high-sticking penalty su Trent Frederic (Boston Bruins), per poi essere squalificato per 2 partite il 24 gennaio 2024, dopo aver dato una gomitata a Pavel Dorofeyev (attaccante dei Vegas Golden Knights). Ai successivi playoff, Trouba e i Rangers raggiungono le Eastern Conference Finals, dove però vengono eliminati dai Florida Panthers in 6 gare. In Gara 3 Trouba colpisce con il gomito Evan Rodrigues e viene multato nuovamente dalla NHL con una multa di 5000 $. Il capitano dei Rangers disputa 16 gare in questi playoff, segnando una rete e facendo registrare 6 assist.
Durante la offseason, i Rangers mostrano chiaramente di non essere soddisfatti dalle prestazioni di Jacob Trouba considerando la mole del suo contratto; il nome del loro capitano emerge regolarmente come uno dei papabili per essere ceduto dalla squadra di New York. Alcuni giornalisti riportano che i Rangers hanno addirittura già trovato un accordo con i Detroit Red Wings, ma Detroit non è una destinazione preferita da Trouba che (come clausola del suo contratto) ogni giugno comunica regolarmente ai Rangers le 15 destinazioni non ritenute di gradimento dal giocatore nel caso di un'eventuale trade. Nonostante le voci di mercato, Trouba comincia la stagione 2024-25 con i Rangers disputando 24 partite, in cui fa registrare 6 assist. I rumors di mercato si fanno sempre più insistenti nel novembre 2024, quando una nota scritta dei Rangers e inviata alle altre squadre indica una lista di giocatori cedibili tra cui viene indicato il nome di Trouba. Il 6 dicembre, con il suo futuro con i Rangers sempre più in dubbio e con la squadra che tenta di liberarsi del suo contratto a tutti i costi, il nome del capitano dei Rangers non compare nella lista dei giocatori disponibili per la partita di quel giorno contro i Pittsburgh Penguins. I media parlano di diverse squadre interessate a Trouba, ma il giocatore è intenzionato ad esercitare la no-trade clause del suo contratto per bloccare qualsiasi cessione in una destinazione non di suo gradimento. I Rangers, quindi, decidono di forzare la mano, minacciando il giocatore di inserirlo nella waivers list: a quel punto qualsiasi squadra avrebbe potuto selezionarlo, senza che Trouba possa bloccare in alcun modo il suo trasferimento. L'atteggiamento intransigente della dirigenza dei Rangers solleva numerosi malumori nello spogliatoio della squadra, diventando una delle possibili cause delle sue prestazioni in calo in questa stagione.

### Anaheim Ducks
Con la minaccia di essere piazzato tra i waivers, lo stesso 6 dicembre Trouba accetta la sua cessione agli Anaheim Ducks, con i Rangers che in cambio ricevono il difensore Urho Vaakanainen ed una scelta al 4° round del Draft 2025. Il 9 dicembre 2024 Jacob Trouba debutta con i Ducks in una partita contro i Montreal Canadiens. Il suo nuovo allenatore, Greg Cronin, lo schiera in coppia con il capitano dei Ducks, Cam Fowler, in una gara in cui la squadra di Anaheim perde soltanto agli shootout per 3–2.

## Nazionale
Jacob Trouba ha iniziato a far parte del giro della nazionale statunitense fin dai suoi primi passi nel junior hockey, facendo parte del programma di sviluppo della nazionale (che disputa il campionato USHL), per poi fare la normale trafila delle nazionali giovanili. Trouba ha partecipato a ben due Mondiali U18 (in cui vince 2 ori nel 2011 e nel 2012) ad un Mondiale U20 (che vince nel 2013 e in cui è il giocatore più giovane della selezione statunitense, per poi essere nominato miglior difensore del torneo e membro dell'All-Star Team della manifestazione) e ad un Mondiale con la nazionale maggiore (dove ottiene la medaglia di bronzo, sempre nel 2013).

## Vita privata
I genitori di Jacob Trouba si chiamano John e Krista, mentre ha un fratello più piccolo di nome Chris. Anche Chris gioca ad hockey su ghiaccio, avendo militato anche per i Plattsburgh State Cardinals. Il 28 giugno 2020 Jacob Trouba ha comunicato ufficialmente su Instagram il suo matrimonio con la sua fidanzata Kelly Tyson.
Trouba è anche un'artista, avendo condiviso su Instragram le sue prime opere a metà del 2023. Trouba collabora con Michael Geschwer, pattinando su delle tele di colore nero vestito con una divisa da hockey coperta di colore. Dal 1° al 23 agosto 2024 Trouba ha organizzato la sua prima mostra personale presso la Harper's Gallery di New York.
Nel settembre 2017, Blake Wheeler (compagno di squadra di Trouba ai Winnipeg Jets) ha duramente criticato l'allora presidente degli Stati Uniti, Donald Trump, il quale aveva manifestato la sua disapprovazione nei confronti dei giocatori NFL che si erano inginocchiati durante l'inno statunitense. Trouba ha espresso un forte sostegno nei confronti di Wheeler e della sua posizione, dichiarando: "Ci vuole molto coraggio per farsi avanti in questo, quindi credo che Blake sia stato coraggioso, come anche gli altri atleti che lo hanno fatto". Trouba ha anche dichiarato che lo sport ha assunto sempre più una connotazione politica rispetto agli inizi della sua carriera, "ma anche Donald Trump non era presidente allora".
Nel 2024 Jacob Trouba si è unito alla campagna "Get Body Checked Against Cancer" della Hockey Fights Cancer, sfruttando la sua notorietà come difensore duro nei contatti con gli avversari.

## Palmarès

### Nazionale

#### Mondiali U17
- 1 medaglia:
  - 1 argento (Canada 2011)

#### Mondiali U18
- 2 medaglie:
  - 2 ori (Germania 2011, Repubblica Ceca 2012)

#### Mondiali U20
- 1 medaglia:
  - 1 oro (Russia 2013)

#### Mondiali
- 1 medaglia:
  - 1 bronzo (Svezia/Finlandia 2013)

### Individuale

#### USHL
- All-Star Game (2011-12)[75]

#### College
- All-CCHA Rookie Team (2012-13)[75]
- All-CCHA Best Offensive Defenseman (2012-13)[75]
- All-CCHA First Team (2012-13)[75]
- AHCA West First-Team All-American (2012-13)[75]
- CCHA All-Tournament Team (2013)

#### NHL
- Mark Messier Leadership Award (2023-24)[51]

#### Nazionale
- World Junior Championships Top 3 Player on Team (2013)[75]
- World Junior Championships All-Star Team (2013)[75]
- World Junior Championships Best Defenseman (2013)[75]

#### New York Rangers
- Mr. Ranger Award (2023)[49]